# Myrcia densiflora
Myrcia densiflora là một loài thực vật có hoa trong Họ Đào kim nương. Loài này được Poepp. ex O.Berg mô tả khoa học đầu tiên năm 1855.